# Die Hard: Nakatomi Plaza
Die Hard: Nakatomi Plaza är ett FPS-filmlicensspel vars handling bygger på filmen Die Hard (1988). Spelet utvecklades av Piranha Games och utgavs till Windows år 2002 av Sierra Entertainment. Spelet använder spelmotorn Litech Engine.

## Triva
- Reginald VelJohnson repriserar sin roll som sergeant Al Powell, denna gång som röstskådespelare.